# Aldeide ferredossina ossidoreduttasi
La aldeide ferredossina ossidoreduttasi è un enzima appartenente alla classe delle ossidoreduttasi, che catalizza la seguente reazione:
un'aldeide + H2O + 2 ferredossina ossidata ⇄ un acido + 2 H+ + 2 ferredossina ridotta
È un enzima dipendente dall'ossigeno che contiene centri tungsteno-molibdopterina e ferro-zolfo. Catalizza l'ossidazione delle aldeidi (tra cui crotonaldeide, acetaldeide, formaldeide e gliceraldeide) nei loro acidi corrispondenti. Comunque, non ossida la gliceraldeide-3-fosfato. Può utilizzare ferredossina o metil viologeno ma non NAD(P)+ come accettore di elettroni.